# プロシップ
株式会社プロシップ（英: Pro-Ship Incorporated）は、東京都文京区に本社を置き、ソフトウェア開発を行う日本の企業。固定資産管理ソフトで国内シェアトップ。第17回ポーター賞受賞企業。

## 沿革
- 1969年4月 東京都新宿区西大久保に日本エム･アイ･エス株式会社を設立
- 1971年1月 本社を東京都新宿区市ヶ谷に移転
- 1994年7月 主力商品「ProPlusシリーズ」を開発・販売開始
- 2001年5月株式会社プロシップに商号変更
- 2005年3月ジャスダック上場
- 2016年10月東証2部に上場
- 2017年9月 東証1部に上場
- 2017年11月 ポーター賞受賞
- 2018年9月 西日本支社を大阪府大阪市中央区に移転